# بولاك-غارتبي (كيبك)
بولاك-غارتبي (بالإنجليزية: Beaulac-Garthby, Quebec)‏ هي بلدية محلية في كيبيك تقع في كندا في Les Appalaches Regional County Municipality. يقدر عدد سكانها بـ 878 نسمة ومساحتها 93.90 كم2 .